# Anomala lissopyga
Anomala lissopyga är en skalbaggsart som beskrevs av Ohaus 1924. Anomala lissopyga ingår i släktet Anomala och familjen Rutelidae. Inga underarter finns listade i Catalogue of Life.